# Exyston austelli
Exyston austelli là một loài tò vò trong họ Ichneumonidae.